# Monteviale
Monteviale település Olaszországban, Veneto régióban, Vicenza megyében. Lakosainak száma 2792 fő (2023. január 1.). Monteviale Costabissara, Creazzo, Sovizzo és Vicenza községekkel határos.

## Népesség
A település népességének változása:
| Lakosok száma | 2806 | 2811 | 2792 |
|               | 2017 | 2018 | 2023 |